# 葛飾区立高砂中学校
葛飾区立高砂中学校（かつしかくりつ たかさごちゅうがっこう）は、東京都葛飾区高砂にある区立中学校である。すぐ隣（北側）には葛飾区立高砂小学校が接している。

## 概要
2012年（平成24年）4月に高砂小学校と共に小中一貫教育校「高砂けやき学園」となった。また、小中一体の校舎改築工事が2023年（令和5年）2月末に完了した。

## 沿革
- 1965年 - 設立
- 1974年 - 全国中学校保健体育優良校として文部省から表彰される
- 1976年 - 全国学校体育研究大会会場校となった
- 1985年 - 安全教育優良校として東京都教育委員会から表彰される
- 1986年 - 日本語学級が設置される
- 2005年 - 高砂地区の防犯マップを作成
- 2012年 - 高砂小学校と統合し、高砂けやき学園となる。

## 主な部活動
- 柔道部 - 1970年度第19回東京都中学校柔道対抗大会、兼第9回東京都中学校総合体育大会区部柔道大会優勝。
- 陸上部 - 全日本中学校陸上競技選手権大会にも生徒が出場している。2006年度、2007年度の葛飾区連合陸上大会優勝。全国大会の4×100M選抜リレーで大会新記録を出した生徒もいる。
- サッカー部 - 2004年度葛飾区夏季大会優勝、都大会出場。2006年度葛飾区新人戦優勝、2007年度葛飾区春季大会優勝、2008年度葛飾区夏季大会ベスト4、2008年度新人戦大会優勝。2017年度東京都秋季大会出場。

## 著名な卒業生
- 小林聡美 - 女優。
- 川崎洋平 - 静岡大学薬学部准教授。国立国際医療研究センター客員上級研究員。京都大学特任准教授。静岡県立総合病院客員研究員。
- 加藤（荒井）明夫 - 大東文化大学文学部教授。

## 所在地
- 東京都葛飾区高砂3-30-1
- 最寄駅 京成高砂駅より徒歩10分（経路案内）